# Mogliano Veneto
Mogliano Veneto là một đô thị (comune) thuộc tỉnh Treviso, vùng Veneto, Ý. Đô thị này có diện tích 46,15 km2, dân số là 28.082 người (thời điểm năm 30 tháng 11 năm 2008).

## Đô thị kết nghĩa
- Ricadi, Italia
- Mogliano, Italia
- Mostar, Bosnia-Herzegovina